# Iuri Oganessian
Iuri Tsolàkovitx Oganessian (en rus: Юрий Цолакович Оганесян [ˈjʉrʲɪj t͡sɐˈlakəvʲɪt͡ɕ ɐgənʲɪˈsʲan]) (14 d'abril de 1933, Rostov del Don, Unió Soviètica) és un físic nuclear rus d'origen armeni, considerat com l'investigador més important en el camp de la síntesi d'elements químics superpesants. L'element 118 de la taula periòdica, el de major nombre atòmic, duu el seu nom, oganessó.

## Vida
Isolak Abramovitx Oganessian, el pare d'Oganessian, era de Rostov del Don, mentre que la seva mare, Tatiana Alexandrovna SeFerian, era d'Armavir. Iuri Oganessian passà la seva infantesa a Yerevan, la capital de la llavors soviètica Armènia, on la seva família es traslladà el 1939. El seu pare, Tsolak, enginyer tèrmic, treballava a la planta de cautxú sintètic a Yerevan i quan esclatà el Front Oriental de la Segona Guerra Mundial, la seva família decidí no tornar a Rostov del Don, ocupada pels nazis. Acabà l'escola a Yerevan.
Ogannesian es graduà a l'Institut Físic d'Enginyeria de Moscou el 1956. Posteriorment, intentà entrar a l'Institut d'Energia Atòmica de Moscou, però com que no hi havia places vacants a l'equip de Gersh Budker, fou admès per Gueorgui Nikolàievitx Fliórov a l'Institut Conjunt per a la Investigació Nuclear (JINR) a Dubnà, a prop de Moscou. Es convertí en director del Laboratori de Reaccions Nuclears de Fliórov al JINR el 1989, després que Fliórov es retirés, i romangué en el càrrec fins a 1996, quan fou nomenat líder científic del Fliórov.
Oganessian es casà amb Irina Lvovna Martirosian (1932–2010), violinista i professora de música a Dubnà, amb la qual tingué dues filles.

## Obra
Oganessian és considerat un dels principals científics en el camp de la investigació d'ions pesants. Les seves àrees de treball principals inclouen la síntesi i descripció dels elements pesants, el desenvolupament d'acceleradors d'ions i els mètodes per estudiar les reaccions de fissió nuclear, feixos d'ions radioactius i radiació de partícules carregades. També portà a terme recerca bàsica sobre l'aplicació del coneixement en els moderns processos tecnològics, per exemple, en la medicina.

Síntesi de l'oganessó i posteriors reaccions de desintegració per emissió de partícules alfa

Oganessian formulà els principis bàsics de síntesi d'elements passat el fermi en les reaccions de fusió freda i, juntament amb els seus companys, dugueren a terme experiments fonamentals de síntesi d'elements amb nombre atòmic Z = 100-108. Per estudiar els nuclis superpesants, desenvolupà un programa amb reaccions de fusió de Ca-48, un isòtop extremadament rar de calci amb vint protons i vint-i-vuit neutrons, amb el qual bombardejar nuclis d'actinoides artificials, que tenen nombres atòmics de 93 a 98. Durant el període 1999-2006, aquestes reaccions produïren per primera vegada elements amb Z = 113–116 i 118. Els seus temps de decadència proporcionaren una prova directa de l'existència de la "illa de l'estabilitat" per a elements molt pesants. A l'octubre de 2006, l'element de Z = 118 fou descobert pel seu grup de recerca bombardejant nuclis de californi-249 amb nuclis de calci-40. Al novembre de 2016, la IUPAC anuncià la confirmació oficial que s'havia descobert l'element 118, denominat oganessó en honor d'Oganessian. Abans d'aquest anunci, una dotzena d'elements havien estat batejats en homenatge a una persona, però només el seaborgi, el 1974, fou anomenat així en honor d'una persona que encara era viva: Glenn T. Seaborg.

## Honors
És membre de l'Acadèmia Russa de les Ciències, de la Societat Nuclear Russa, de la Societat Europea de Física i de l'Acadèmia de Ciències i Arts de Sèrbia.

### Premis
- Premi de la USSR (1975)[4]
- Premi Lise Meitner de la Societat Europea de Física (2000)[8]
- Ordre pel Mèrit a la Pàtria 3a classe (2003)[9]
- Premi de la Federació Nacional Russa (2010)[10][11]
- Ordre d'Honor de la República d'Armènia (2016)[12]
- Medalla d'Or Lomonóssov (2017).[13][14]